# Elastica
Elastica byla anglická rocková skupina, která vznikla v Londýně v roce 1992. Její původní sestavu tvořili Justine Frischmann (zpěv, kytara), Justin Welch (bicí), Donna Matthews (kytara, zpěv) a Annie Holland (baskytara). Později došlo k několika změnám sestavy, přičemž jedinými stálými členy zůstávali Frischmann a Welch. Občasně se skupinou hostoval také Damon Albarn (klávesy). Během své existence kapela vydala dvě řadové desky, Elastica (1995) a The Menace (2000).